# Moraea hiemalis
Moraea hiemalis är en irisväxtart som beskrevs av Peter Goldblatt. Moraea hiemalis ingår i släktet Moraea och familjen irisväxter.
Artens utbredningsområde är KwaZulu-Natal. Inga underarter finns listade i Catalogue of Life.